# Toruński Zakład Chromolitograficzny
Toruński Zakład Chromolitograficzny – dawna drukarnia należąca do Edwarda Stefanowicza, która znajdowała się w Toruniu przy ul. Bażyńskich 38/44 (podczas II wojny światowej Goethestrasse).
Drukarnia należała do Edwarda Stefanowicza. W czasie wojny drukarnię i przyległy do niej teren przejął majster stolarski Willy Heise. Od listopada 1941 do 1943 mieściła się tu filia niemieckiego obozu przesiedleńczego. W hali maszynowej byli przetrzymywani więźniowie, zaś w dawnej części biurowej zorganizowano prowizoryczny szpital (Krankenstube) i pokój dla lekarza. 23 października 1942 roku doszło do pożaru, który doprowadził do spłonięcia dachu i poddasza budynku obozowego. Po II wojnie światowej Stefanowicz odzyskał majątek. 13 stycznia 1951 roku na skutek spięcia przewodów elektrycznych w drukarni wybuchł kolejny pożar. W latach 60. XX wieku drukarnię zburzono, na jej miejscu zbudowano przychodnię lekarską i aptekę, a na terenach przyległych osiedle mieszkaniowe.